# Мавсол

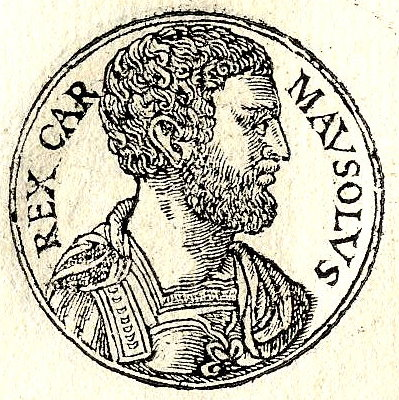
Монета Мавсола II

Мавсол (д/н-353 рік до н. е.) — тиран, правитель Карії з 377 до 353 року до н. е. Походив з династії Гекатомнидів.

## Життєпис
Був сином Гекатомна, засновника династії карійських володарів.По смерті батька у 377 році до н. е. став володарем значної частини області Карії, що у Малій Азії. До того ж Мавсолу підкорялися сусідні острови, зокрема Кос, міста Гераклея на латнеї та Галікарнас.
Продовжив політику на зміцнення своєї напівнезалежної держави від Перської імперії Ахеменідів. Так у 362 році до н. е. приєднався до повстання східних сатрапій проти Артаксеркса II Мнемона. Втім незабаром за надання з боку останнього нових привілеїв та земель (найперше у Лікії) Мавсол зрадив повстанців й перейшов на бік перського царя. Артаксеркс II визнав його як царя Карії, але Мавсол у свою чергу визнав перса як Великого царя й склав васальну присягу йому. Водночас він продовжував політику на приєднання до своїх володінь нових земель. Майже усі острови біля Карії були невдовзі підкорені владі Мавсола II. Були підкорені Хіос, Іонія. У 357 році до н. е. виступив проти Другого Афінського морського союзу. Успіху у боротьбі з ним дозволили Мавсолу зміцнити становище у Додеканесі. Так, у 355 році найбільший острів з них — Родос — визнав залежність від Карії. Тут Мавсол II посадив залежного від себе тирана.
У внутрішній політиці Мавсол впроваджував економічне зміцнення своєї влади. Для цього були підвищені або впроваджені нові податки. Це дало змоги накопичити карійцю величезні статки.
Іншим напрямком було проведення еллінізації карійської знаті. Мавсол був прихильником культури греків, всіляко підтримував її розвиток у своїх володіннях, запрошував видатних та здібних архітекторів, скульпторів, поетів, художників. При цьому значну увагу приділяв розбудові Галікарнасу, куди переніс столицю держави з Міласи.
Храмом-гробницею Мавсола був Мавсолей.

## Родина
Дружина — Артемісія II, донька Гекатомна і рідна сестра Мавсола
Дітей не було.